# 2024年征用法案
2024年征用法案是南非自2025年1月23日起生效的一项法案，该法案允许南非政府可以从任何人手中征用土地，有時候甚至可以無償征收。南非阿非利卡人擔心南非黑人當局會沒收他們的土地。受白人支持的民主联盟以及美國特朗普政府批评該法案。
2025年2月7日，唐納·川普签署行政命令，表示由於南非方面不當出台征用法案 以及南非在国际法院对以色列提起种族灭绝诉讼，美國決定暂停援助南非。唐納·川普還允许59名南非阿非利卡人以难民的身份抵达美国，唐納·川普表示這些人是“种族歧视的受害者”。 ”   3月，南非驻美大使被美方驱逐。5月，美国国务卿馬可·魯比奧宣布美国不参加當年在南非主办的二十国集团会议 。5月21日，南非总统拉马福萨在白宫會見唐納·川普時唐納·川普指责南非发生对白人的种族屠杀，拉马福萨否認這一指控。